# Melanokortinski 3 receptor
Melanokortin receptor 3 je protein koji je kod ljudi kodiran MC3R genom.
 je G-protein spregnuti receptor za melanocit-stimulišući hormon i adrenokortikotropski hormon koji je izražen u tkivima izvan adrenalnog korteksa i melanocita. MC3R gen je lociran u istom regionu kao i locus za benignu neonatalnu epilepsiju. Miševi koji su deficitarni u ovom genu imaju povišenu masu masnog tkiva uprkos umanjenog unosa hrane, što sugestira ulogu ovog genskog produkta u regulaciji energijske homeostaze.

## Literatura
1. ↑  Gantz I, Konda Y, Tashiro T, Shimoto Y, Miwa H, Munzert G, Watson SJ, DelValle J, Yamada T (1993). „Molecular cloning of a novel melanocortin receptor”. J Biol Chem. 268 (11): 8246—50. PMID 8463333.
2. 1 2  „Entrez Gene: MC3R melanocortin 3 receptor”.

## Dodatna literatura
- Magenis RE; Smith L; Nadeau JH;  . (1994). „Mapping of the ACTH, MSH, and neural (MC3 and MC4) melanocortin receptors in the mouse and human.”. Mamm. Genome. 5 (8): 503—8. PMID 7949735. doi:10.1007/BF00369320.
- Konda Y; Gantz I; DelValle J;  . (1994). „Interaction of dual intracellular signaling pathways activated by the melanocortin-3 receptor.”. J. Biol. Chem. 269 (18): 13162—6. PMID 8175743.
- Gantz I; Tashiro T; Barcroft C;  . (1994). „Localization of the genes encoding the melanocortin-2 (adrenocorticotropic hormone) and melanocortin-3 receptors to chromosomes 18p11.2 and 20q13.2-q13.3 by fluorescence in situ hybridization.”. Genomics. 18 (1): 166—7. PMID 8276410. doi:10.1006/geno.1993.1448.
- Yang YK; Ollmann MM; Wilson BD;  . (1997). „Effects of recombinant agouti-signaling protein on melanocortin action.”. Mol. Endocrinol. 11 (3): 274—80. PMID 9058374. doi:10.1210/me.11.3.274.
- Tota MR; Smith TS; Mao C;  . (1999). „Molecular interaction of Agouti protein and Agouti-related protein with human melanocortin receptors.”. Biochemistry. 38 (3): 897—904. PMID 9893984. doi:10.1021/bi9815602.
- McNulty JC; Thompson DA; Bolin KA;  . (2002). „High-resolution NMR structure of the chemically-synthesized melanocortin receptor binding domain AGRP(87-132) of the agouti-related protein.”. Biochemistry. 40 (51): 15520—7. PMID 11747427. doi:10.1021/bi0117192.
- Deloukas P; Matthews LH; Ashurst J;  . (2002). „The DNA sequence and comparative analysis of human chromosome 20.”. Nature. 414 (6866): 865—71. PMID 11780052. doi:10.1038/414865a.
- Lee YS, Poh LK, Loke KY (2002). „A novel melanocortin 3 receptor gene (MC3R) mutation associated with severe obesity.”. J. Clin. Endocrinol. Metab. 87 (3): 1423—6. PMID 11889220. doi:10.1210/jc.87.3.1423.
- Qian S; Chen H; Weingarth D;  . (2002). „Neither agouti-related protein nor neuropeptide Y is critically required for the regulation of energy homeostasis in mice.”. Mol. Cell. Biol. 22 (14): 5027—35. PMC 139785 . PMID 12077332. doi:10.1128/MCB.22.14.5027-5035.2002.
- Boucher N; Lanouette CM; Larose M;  . (2003). „A +2138InsCAGACC polymorphism of the melanocortin receptor 3 gene is associated in human with fat level and partitioning in interaction with body corpulence.”. Mol. Med. 8 (3): 158—65. PMC 2039979 . PMID 12142547.
- Wong J; Love DR; Kyle C;  . (2002). „Melanocortin-3 receptor gene variants in a Maori kindred with obesity and early onset type 2 diabetes.”. Diabetes Res. Clin. Pract. 58 (1): 61—71. PMID 12161058. doi:10.1016/S0168-8227(02)00126-2.
- Strausberg RL; Feingold EA; Grouse LH;  . (2003). „Generation and initial analysis of more than 15,000 full-length human and mouse cDNA sequences.”. Proc. Natl. Acad. Sci. U.S.A. 99 (26): 16899—903. PMC 139241 . PMID 12477932. doi:10.1073/pnas.242603899.
- Rached M, Buronfosse A, Begeot M, Penhoat A (2004). „Inactivation and intracellular retention of the human I183N mutated melanocortin 3 receptor associated with obesity.”. Biochim. Biophys. Acta. 1689 (3): 229—34. PMID 15276649. doi:10.1016/j.bbadis.2004.03.009.
- Tao YX, Segaloff DL (2004). „Functional characterization of melanocortin-3 receptor variants identify a loss-of-function mutation involving an amino acid critical for G protein-coupled receptor activation.”. J. Clin. Endocrinol. Metab. 89 (8): 3936—42. PMID 15292330. doi:10.1210/jc.2004-0367.
- Lapinsh M; Veiksina S; Uhlén S;  . (2005). „Proteochemometric mapping of the interaction of organic compounds with melanocortin receptor subtypes.”. Mol. Pharmacol. 67 (1): 50—9. PMID 15470082. doi:10.1124/mol.104.002857.
- Gerhard DS; Wagner L; Feingold EA;  . (2004). „The status, quality, and expansion of the NIH full-length cDNA project: the Mammalian Gene Collection (MGC).”. Genome Res. 14 (10B): 2121—7. PMC 528928 . PMID 15489334. doi:10.1101/gr.2596504.
- Mandrika I, Petrovska R, Wikberg J (2005). „Melanocortin receptors form constitutive homo- and heterodimers.”. Biochem. Biophys. Res. Commun. 326 (2): 349—54. PMID 15582585. doi:10.1016/j.bbrc.2004.11.036.
- de Krom M; de Rijke CE; Hendriks J;  . (2006). „Mutation analysis of the agouti related protein promoter region and the melanocortin-3 receptor in anorexia nervosa patients.”. Psychiatr. Genet. 15 (4): 237. PMID 16314751. doi:10.1097/00041444-200512000-00003.
- Chen M; Aprahamian CJ; Celik A;  . (2006). „Molecular characterization of human melanocortin-3 receptor ligand-receptor interaction.”. Biochemistry. 45 (4): 1128—37. PMID 16430209. doi:10.1021/bi0521792.
- „Melanocortin Receptors: MC3”. IUPHAR Database of Receptors and Ion Channels. International Union of Basic and Clinical Pharmacology. Архивирано из оригинала 06. 02. 2016. г.